# خدرنق إفريقي
خدرنق أفريقي (الاسم العلمي: Cheiracanthium africanum) هو نوع من العناكب يتبع جنس الخدرنق من الفصيلة العناكب الكيسية.